# 波索科山
15°18′23″S 72°07′28″W / 15.30639°S 72.12444°W
波索科山（Posoco），是秘魯的山峰，位於該國南部阿雷基帕大區，由查查斯區和喬科區負責管轄，屬於奇拉山脈的一部分，海拔高度5,000米。